# 垫状女蒿
垫状女蒿（学名：Hippolytia kennedyi）是菊科女蒿属的植物，是中国的特有植物。分布于中国大陆的西藏等地，生长于海拔4,700米至5,200米的地区，多生长于高山荒漠砾石处，目前尚未由人工引种栽培。

## 别名
藏女蒿（中国高等植物图鉴）